# Nyoma pusilloides
Nyoma pusilloides är en skalbaggsart som först beskrevs av Stefan von Breuning 1977.  Nyoma pusilloides ingår i släktet Nyoma och familjen långhorningar. Inga underarter finns listade i Catalogue of Life.